# サロモン・ボホナー
サロモン・ボホナー（英: Salomon Bochner, 1899年8月20日 – 1982年5月2日）はアメリカ人の数学者。出身は当時オーストリア＝ハンガリー帝国に属していたポドグジェ（現在はポーランド、クラクフにある）。解析学や確率論、微分幾何学など幅広い分野で貢献が知られている。

## 生涯
1899年、ボホナーは当時のオーストリア＝ハンガリー帝国、現在のポーランドのポドグジェで、ユダヤ人の家庭に生まれた。1914年に第一次世界大戦が始まると、ロシア帝国によるガリツィア侵攻の脅威から逃れるため、ボホナーの一家はドイツへ移った。
ボホナーはベルリンのギムナジウムで教育を受け、その後ベルリン大学へ入学した。ベルリン大学において、ボホナーはエルハルト・シュミットの学生となり、後にベルグマン核と呼ばれる概念に関する学位論文を書いた。学位論文を書いたすぐ後、ドイツで起こったハイパーインフレーションの間、家族を支えるためにボホナーは研究生活から退いた。
数学の研究に戻ると、ボホナーは1924年から1933年までミュンヘン大学において講義を行った。ボホナーのドイツにおけるキャリアは1933年のナチスによる権力掌握の実現によって閉じられ、その後はアメリカ合衆国のプリンストン大学へ職を移した。1945年から1948年の間、ボホナーはプリンストン高等研究所の客員研究員として勤務した。
1959年、ボホナーはヘンリー・バーチャード・ファイン教授職に指名され、1968年に退任するまでの間、この名誉ある職についた。ボホナーがプリンストン大学の職を退任したとき、彼は既に70歳になっていたが、ライス大学においてエドガー・オデル・ラヴェット数学教授職に任命されると、1982年に死去するまでこの職についた。また、ボホナーは1969年から1976年の間、ライス大学の学部長を務めた。ボホナーはテキサス州のヒューストンにて死去した。ボホナーは正統派ユダヤ教徒であった。

## 業績
1925年、概周期関数の分野において、ハラルト・ボーアの成果をコンパクト性と近似単位元によって簡略化した。
1933年、今日ボホナー積分と呼ばれるベクトル値関数に対する積分を定義した。フーリエ変換に関するボホナーの定理は1932年の著書に現れている。ボホナーの方法は後年発展したポントリャーギン双対や局所コンパクト群の表現論で真価を発揮した。
続いてボホナーは多重フーリエ級数の分野において、ボホナー・リース平均を導入した。ボホナー・リース平均によって、ユークリッド空間におけるフーリエ変換が回転操作の下でどのように振る舞うかが知られるようになった。
微分幾何学における貢献としては、1946年の曲率に関するボホナーの公式の発見が顕著である。矢野健太郎と共同研究をし、1953年には矢野との共著 Curvature and Betti Numbers を出版している。Curvature and Betti Numbers には、小平消滅定理や表現論、スピン多様体に関する広範な結果が収められている。また、ボホナーは多変数複素関数論に関する仕事もしている。多変数複素関数論における業績は、ボホナー・マルティネッリ公式およびウィリアム・マーティンとの共著 Several Complex Variables などが知られている。

## 著作
- Bochner, Salomon (1992), Gunning, Robert C., ed., Collected papers. Part 1, Providence, R.I.: American Mathematical Society, ISBN 978-0-8218-0174-1, MR1151390
- Bochner, Salomon (1992), Gunning, Robert C., ed., Collected papers. Part 2, Providence, R.I.: American Mathematical Society, ISBN 978-0-8218-0175-8, MR1151391
- Bochner, Salomon (1992), Gunning, Robert C., ed., Collected papers. Part 3, Providence, R.I.: American Mathematical Society, ISBN 978-0-8218-0176-5, MR1151392
- Bochner, Salomon (1992), Gunning, Robert C., ed., Collected papers. Part 4, Providence, R.I.: American Mathematical Society, ISBN 978-0-8218-0177-2, MR1151393